# Дейтон (город, Миннесота)
Дейтон (англ. Dayton) — город в округах Хеннепин,Райт, штат Миннесота, США. На площади 65,2 км² (60,7 км² — суша, 4,4 км² — вода), согласно переписи 2000 года, проживают 4699 человек. Плотность населения составляет 77,4 чел./км².
- Телефонный код города — 763
- Почтовый индекс — 55327, 55369
- FIPS-код города — 27-15022[1]
- GNIS-идентификатор — 0642665[2]